# 播棋

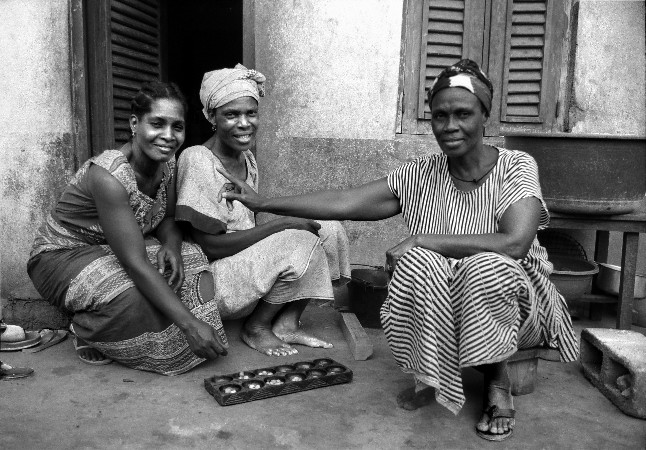
[http://www.pbase.com/perrona/haiti_photo_haiti P.A.Perron

播棋（Mancala），或譯非洲棋，阿拉伯語是搬運的意思，英文稱為Sowing Game意思為播種遊戲，是一種兩人對弈的棋類遊戲總稱，特色是如播種般過程不斷搬移棋子一一灑進棋具的各洞中，這是歷史上最老的棋盤遊戲之一，普遍流行於非洲國家以及亞洲中東地區，甚至在中國河南、安徽、廣東也可見其足跡，如散窯、老牛棋、分六煲棋。因為流行區域不同，這遊戲也衍生出多種變種形式，和現代化、商品化的品種。
屬於播棋類遊戲的棋類可見播棋類遊戲列表。

## 棋具
通常是在長方形的木塊上，挖兩橫列的小洞，兩方玩家各分一列。也有將左右側再挖兩大洞，作為取得棋子的計分洞，其歸屬為該玩家的右側大洞。一般規則是分配棋子時不會分配到計分洞。
石子或種子為棋子即可進行。通常是每小洞各放四顆棋子。

## 玩法
遊戲玩法頗多，知名的有西非播棋（Oware）、肯亞播棋（Endodoi）、美國播棋（Kalah）等。基本的進行方式，是雙方輪流從己方任一有棋子的小洞取出該洞的所有棋子，以逆時針方向分配到其他的小洞中，一洞分配一顆，直到分配完。當一方獲得超過總棋子數量一半時得勝。

### 西非播棋
又稱為Awale、Wari。當最後分配的一顆棋子若落在對手的小洞中，恰使此洞的棋子數為二或三顆，那玩家便獲得此洞的所有棋子，若此時上一個經過對手的小洞的棋子數也為二或三個，則也將那洞內的棋子一併取得，以此類推。

### 肯亞播棋
又可寫成En Dodoi。最後分配的一顆棋子若落在任一方有棋子的小洞中時，需再從該洞再進行分配動作，直到最後分配的棋子落在無棋子的小洞中。當最後分配的一顆棋子落在己方原本無棋子的小洞裡時，並且對方正對面洞剛好有棋子時，此兩條件都符合的話，就將分配的最後一顆棋子與正對面的棋子都取得。

### 美國播棋
分配棋子也要經過己方的計分洞，並且也分配一顆。當最後分配的一顆棋子落在己方計分洞時，該玩家必須選擇任一己方小洞中再進行分配動作。當最後分配的一顆棋子落在己方原本無棋子的小洞裡時，並且對方正對面洞剛好有棋子時，此兩條件都符合的話，就將分配的最後一顆棋子與正對面的棋子都放取得。

## 外部連結
- 播棋家族列表
- 播棋家族百科 （页面存档备份，存于）
- 播棋家族百科 （页面存档备份，存于）